# Gościejów (szczyt)
Gościejów (811,5 m n.p.m., 819 m) – niepozorne, dwuwierzchołkowe wyniesienie grzbietu w Beskidzie Śląskim, w głównym grzbiecie Pasma Równicy między Smerekowcem a Trzema Kopcami Wiślańskimi, zamykające dolinę potoku Gościejów. Wyższy jest wierzchołek południowy (818 m), niższy (811,5 m) – północno-zachodni.
Na wypłaszczeniu po północno-wschodniej stronie szczytu niewielka polana z zabudowaniami osiedla Suchowianka, a w siodle między południowym wierzchołkiem a szczytem Smerekowca druga polana z kilkoma gospodarstwami wiślańskiego osiedla Wierch Gościejów. Poza tym cały masyw Gościejowa jest porośnięty lasem. W jego południowe stoki wcina się dolina potoku Gościejów, w kierunku północnym tworzy krótki grzbiecik oddzielający Wilczy Potok i jego dopływ.
Grzbietem Gościejowa biegnie granica między miejscowościami Wisła i Brenna.

## Szlak turystyczny
Przez oba wierzchołki Gościejowa biegnie żółto znakowany szlak turystyczny z Wisły na Przełęcz Salomopolską.
 Wisła, Uzdrowisko st. kol. – Kamienny – Trzy Kopce Wiślańskie – Smrekowiec – Jawierzny – przełęcz Baracht – Przełęcz Salmopolska. Odległość 8,3 km, suma podejść 650 m, czas przejścia 2:55 godz., z powrotem 2:15 godz.